# Lubná (Rakovníki járás)
Lubná település Csehországban, Rakovníki járásban. Lubná Senec, Senomaty, Pavlíkov és Rakovník településekkel határos. Lakosainak száma 1091 fő (2024. január 1.).

## Népesség
A település lakosságának változását az alábbi diagram mutatja:
| Lakosok száma | 596  | 691  | 746  | 703  | 629  | 725  | 1018 | 1012 | 1033 | 1091 |
|               | 1869 | 1890 | 1921 | 1950 | 1980 | 2001 | 2017 | 2019 | 2022 | 2024 |